# Borne (Overijssel)
Pour les articles homonymes, voir Borne.
Borne (en bas saxon : Boorn) est une commune néerlandaise située en province d'Overijssel, au cœur de la région naturelle de Twente. Au 1er janvier 2021, elle compte 23 667 habitants pour une superficie de 26,16 km2 (dont 0,16 km2 d'eau). Outre le village de Borne d'après lequel elle est nommée, la commune couvre les villages de Hertme et Zenderen.

## Histoire
Desservi par la gare de Borne sur la ligne d'Almelo à Salzbergen (Allemagne) via Hengelo depuis 1865, Borne est le premier village des Pays-Bas branché sur le réseau électrique en 1895. La ville jumelle de Borne est Rheine en Allemagne depuis 1983.

## Personnalités liées
- Laus Steenbeeke, acteur néerlandais, y est né en 1959.

## Galerie

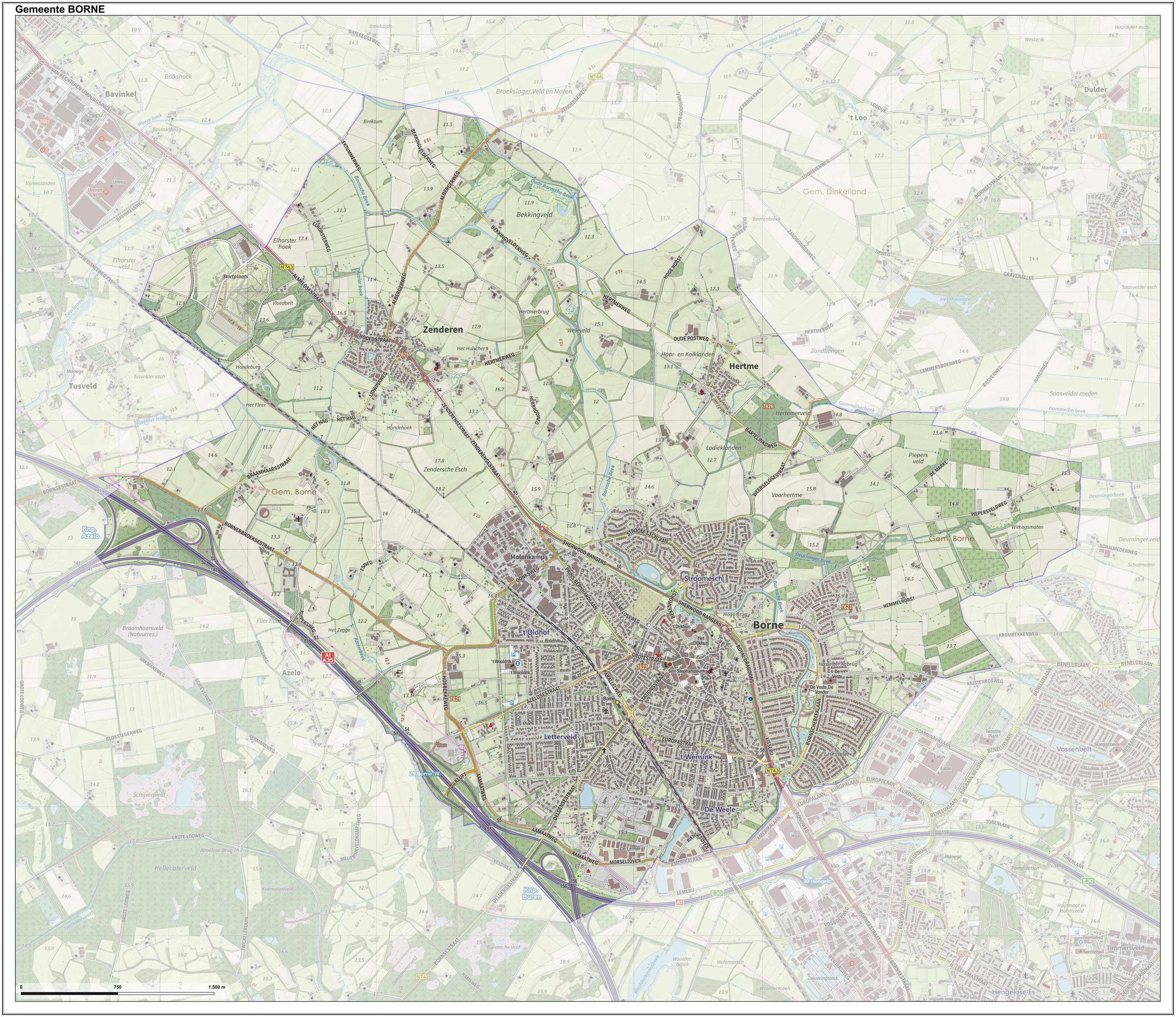
Carte topographique de Borne (2020).
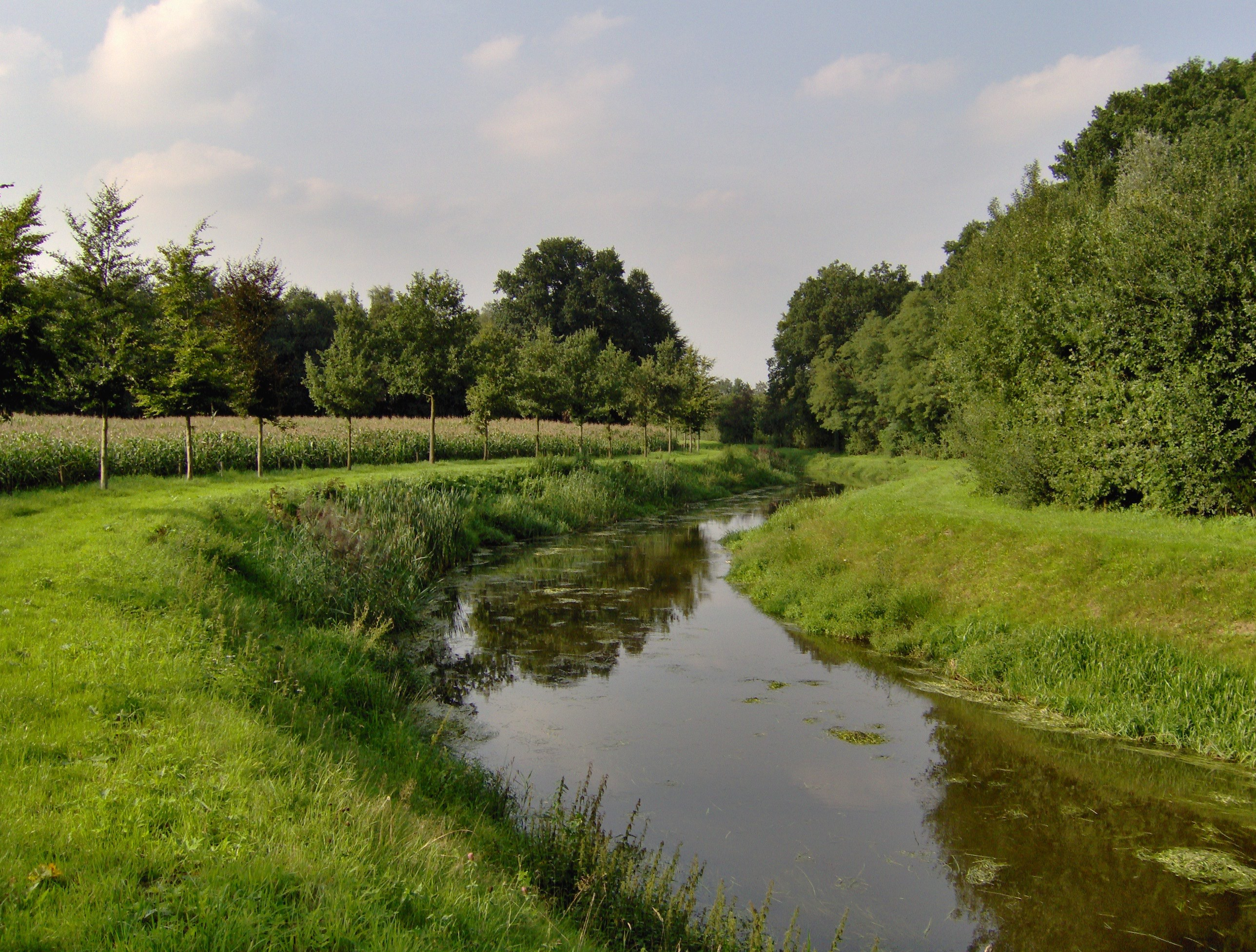
Bornsebeek.
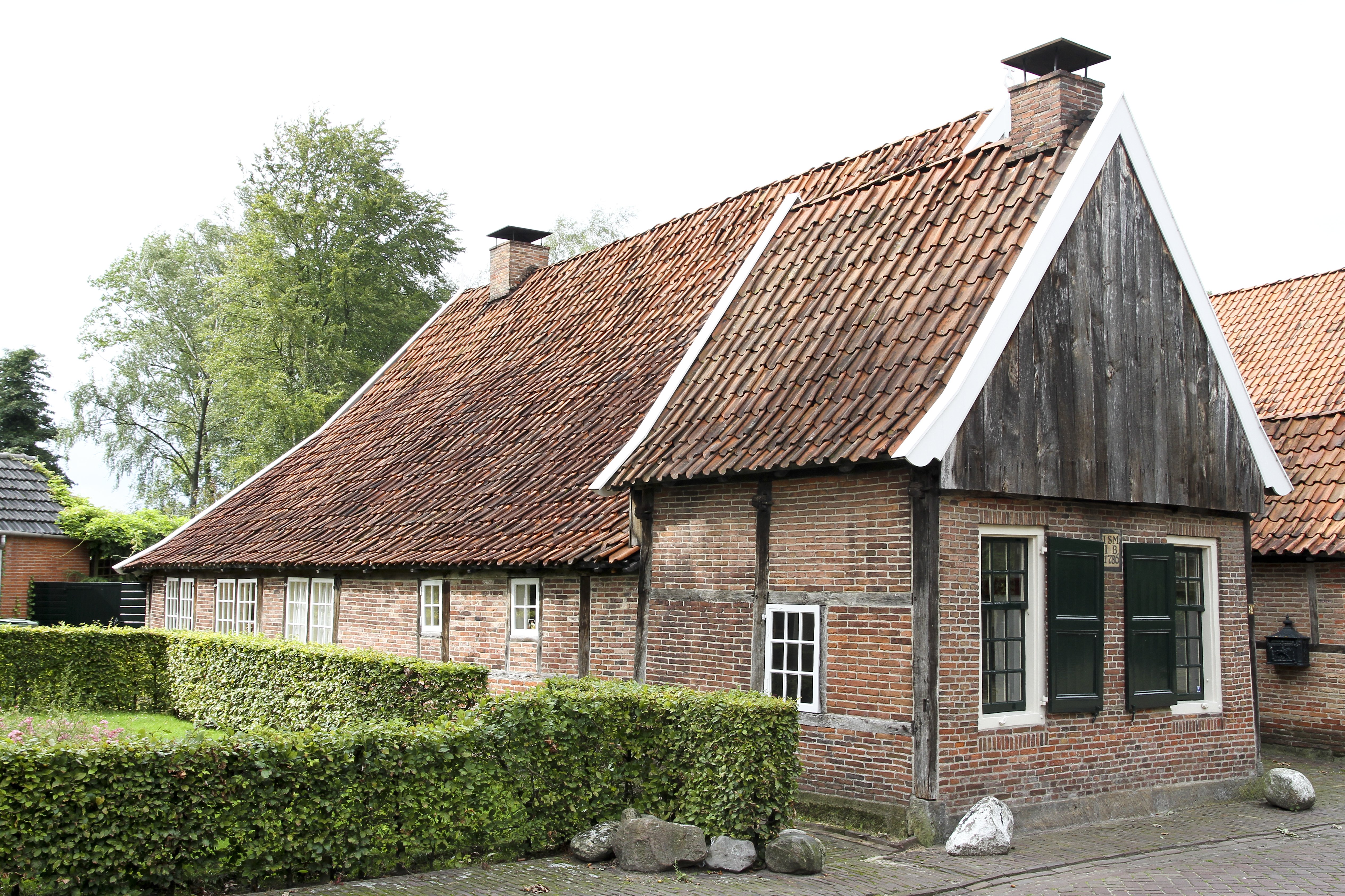
Ferme datant de la fin du XVIIIe siècle.